# 涙が落ちないように
「涙が落ちないように」（なみだがおちないように）は、日本のR&BグループLUVandSOULのシングルである。

## 概要
- 通算2枚目のシングル。
- 2007年にCOLORがカバーした。詳細は下記を参照。
- ベストアルバム『BEST OF LUVandSOUL』には、2004年Ver.として収録された。

## 収録曲
1. 涙が落ちないように
作詞：宮地大輔／作曲：宮地大輔／編曲：長崎淳
2. 君の好きなメロディー
作詞：宮地大輔／作曲：宮地大輔／編曲：長崎淳
3. 涙が落ちないように (inst)

## カバー
「涙が落ちないように」（なみだがおちないように）は、COLORの5枚目のシングル。2007年4月25日に発売。

### 概要
新生COLORとしては初のシングル。「CD+DVD」「CDのみ」の2形態で発売。
表題曲「涙が落ちないように」は、LUVandSOULの曲をカバーしたものである。
カップリングの「Lost Moments 〜置き忘れた時間〜」は、COLORのプロデューサーで元メンバーでもあるEXILEのATSUSHIをフィーチャリングに迎えた。同曲の作詞作曲はATSUSHIが担当している。

### 収録曲
CD
1. 涙が落ちないように
作詞・作曲：宮地大輔
2. Lost Moments 〜置き忘れた時間〜 feat. ATSUSHI
作詞・作曲：ATSUSHI
3. 涙が落ちないように (Instrumental)
4. Lost Moments 〜置き忘れた時間〜 feat. ATSUSHI (Instrumental)

DVD
1. 涙が落ちないように (Video Clip)